# Il principio responsabilità
Il principio responsabilità (Das Prinzip Verantwortung) è un libro di Hans Jonas del 1979, da cui prende il nome il principio cardine di un'etica razionalista applicata in particolare ai temi dell'ecologia e della bioetica.

## Descrizione
Ne Il principio responsabilità, edito nel 1979, Hans Jonas approda alla necessità di applicare il principio di responsabilità ad ogni gesto dell'uomo che "deve" prendere in considerazione le conseguenze future delle sue scelte e dei suoi atti. 
Dopo la crisi della razionalità etica provocata dalle elaborazioni di Friedrich Nietzsche si registra nel pensiero del XX secolo l'esigenza di restituire l'etica alla plurale concretezza del mondo e della vita, osservando che la ricerca di principi universali condiziona le decisioni e le scelte sull'ambiente, sull'economia, sulla comunicazione e, in sintesi, sulla vita del genere umano. 
Tale esigenza, che porta ad una ripresa dell'universalismo kantiano e dell'idea di "dovere" quale fondamento della morale, si rinviene nel pensiero e negli scritti di Hans Jonas, "teorico dell'etica della responsabilità", che elabora, così come Weber, un concetto di etica orientata al futuro. Hans Jonas inserisce la propria proposta teorica nel provocatorio progetto della fondazione dell'etica nell'ontologia, in nome della salvaguardia dell'essere e dell'umanità nell'Universo minacciato dalla tecnica, con le sue conseguenze distruttive sul piano planetario. L'imperativo dell'etica della responsabilità viene così formulato: "Agisci in modo tale che gli effetti della tua azione siano compatibili con la continuazione di una vita autenticamente umana".

### Schema dell'opera
Secondo Jonas al nuovo orizzonte inquietante che l'agire umano ha acquistato grazie alla tecnica moderna deve corrispondere una nuova teoria etica capace di inserirsi in questo orizzonte per valutare le possibili conseguenze catastrofiche dell'agire dell'uomo, che nell'epoca dell'alta tecnologia viene a coinvolgere l'intera biosfera (capitolo 1, La mutata natura dell'agire umano). 
Questa nuova e necessaria etica deve radicarsi nella chiara visione di ciò che è in gioco come conseguenza del progresso tecnologico e deve utilizzare la paura suscitata dalle sue possibilità “quasi escatologiche” per la formulazione di un “principio euristico” “capace di proibire certi 'esperimenti' di cui è capace la tecnologia” [PR, p. 47] (capitolo 2, Questioni relative al fondamento e al metodo). 
L'etica cercata potrà essere fondata e resa vincolante soltanto attraverso un ripensamento del concetto di natura in grado di mostrare che questa possiede una finalità in sé stessa, e che questo essere scopo a sé stessa costituisce l'intima essenza dell'essere, della vita (capitolo 3, Sugli scopi e la loro posizione nell'essere). 
Tale indagine, che estende “la sede ontologica dello scopo da ciò che si manifesta ai vertici della soggettività a ciò che si nasconde nel mare dell'essere” [PR, p. 89] - è tesa ad una fondazione metafisica del “valore” e del “bene” nell'essere stesso e fa emergere un nuovo tipo di “dovere” umano, “che sorge solo con la minaccia di ciò che ne costituisce l'oggetto” [PR, p. 178]: la responsabilità metafisica verso “la pienezza vitale della terra” [PR, p. 175] (capitolo 4, Il bene, il dover essere e l'essere: la teoria della responsabilità). 
Ciò che bisogna confutare e superare - per limitare il potere di distruzione totale che è oggi nelle mani dell'uomo - è “l'esagerazione tecnica” rappresentata dall'utopia del progresso illimitato e “l'arroganza filosofica” rappresentata dall'idea del dominio su una natura concepita come ciò che è disponibile ad essere manipolato a piacere. Sotto questo prospetto il socialismo reale – che Jonas chiama “marxismo” – e il capitalismo sono entrambi soggetti al culto della tecnica, anche se il socialismo reale presenta il vantaggio dal lato della “disciplina sociale”, ovvero può imporre più facilmente ai propri cittadini alcune rinunce in nome di un bene futuro (capitolo 5, La responsabilità oggi: il futuro minacciato e l'idea di progresso). 
Fondare un'etica cosmica basata sul “dovere della paura” rispetto ai possibili esiti catastrofici delle nostre azioni e sul “coraggio della responsabilità” [PR, p. 285] è un passo necessario per affrontare e cercare una soluzione politica ai grandi problemi del presente: sovrappopolazione, esaurimento delle risorse naturali, problema energetico e problema ambientale (capitolo 6, La critica dell'utopia e l'etica della responsabilità).